# Soutěska Sigmund-Thun-Klamm

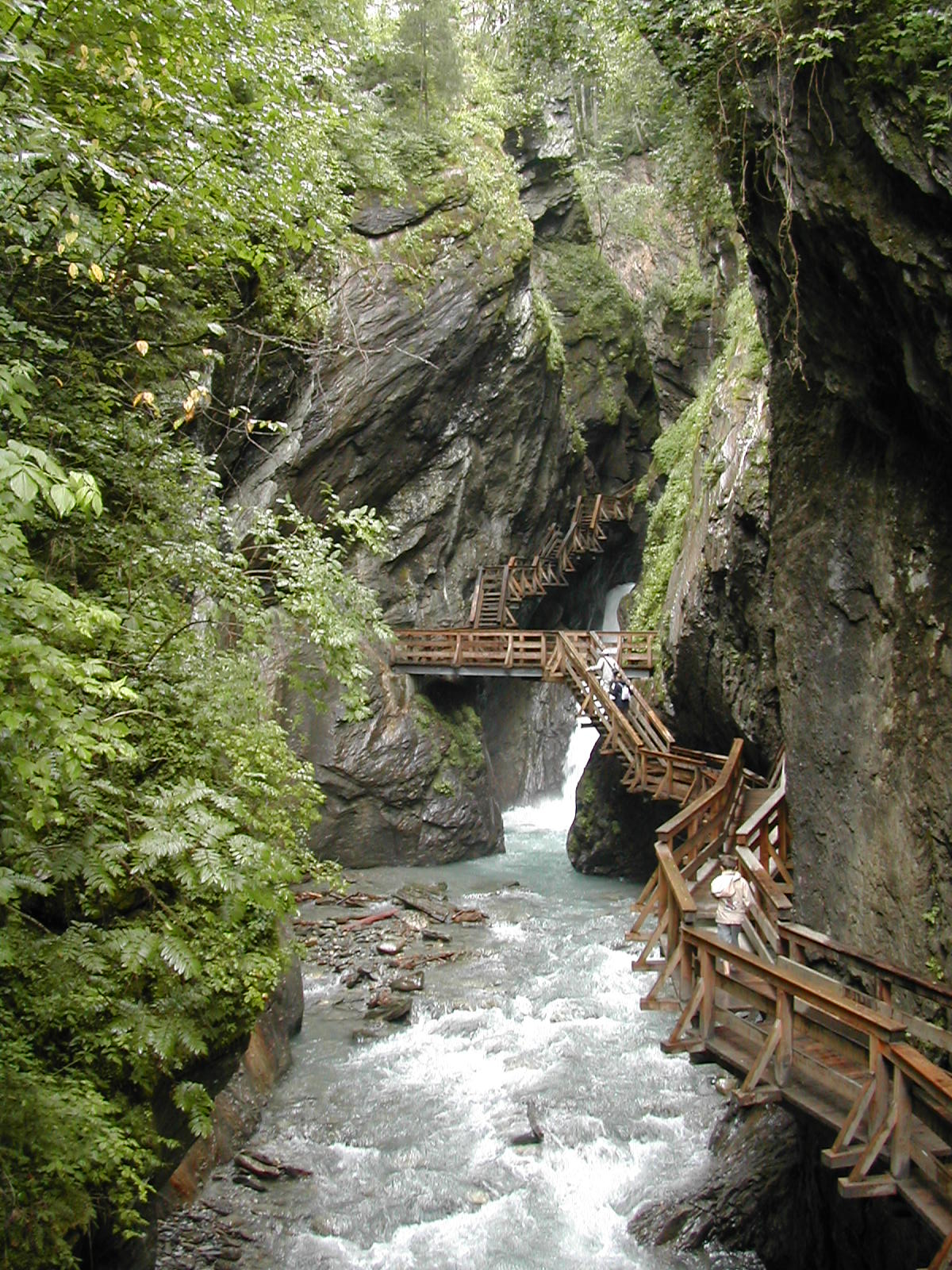
Sigmund-Thun-Klamm.

Sigmund-Thun-Klamm je soutěska ležící v rakouské spolkové zemi Salcbursko jihozápadně od Kaprunu. Soutěska je dlouhá asi 320 metrů a její stěny jsou vysoké až 32 metrů. Soutěskou protéká říčka Kapruner Ache.

## Vznik a historie
Asi před 14 000 lety byla celá oblast pokryta ledovcem, který vytvaroval hlubokou soutěsku.
Roku 1893 byl postaven dřevěný chodník a soutěska byla zpřístupněna turistům. Byla pojmenována podle salcburského guvernéra Sigmunda, hraběte z Thunu-Hohensteinu.
V roce 1934 byla soutěska prohlášena přírodní památkou. O čtyři roky později byla uzavřena stezka skrz soutěsku a v roce 1946 byla uvedena do provozu hydroelektrárna. O opětovném zpřístupnění soutěsky bylo rozhodnuto 15. května 1991 a veřejnosti byla soutěska znovu zpřístupněna 29. srpna 1992.

## Maiskogelbahn
Roku 1954 byla postavena lanovka Maiskogelbahn, která překlenuje soutěsku. Její dolní stanice se nachází v nadmořské výšce 835 m n. m. nedaleko dolního vstupu do soutěsky. Horní stanice leží ve výšce 1545 metrů. Lanovka je dlouhá 1585 metrů, překonává převýšení 710 metrů a její přepravní kapacita je 300 os./h.